# Шури (Кобринский район)
Шури́ (бел. Шуры) — деревня в Кобринском районе Брестской области Белоруссии. Входит в состав Городецкого сельсовета.
По данным на 1 января 2016 года население составило 3 человека в 3 домохозяйствах.

## География
Деревня расположена в 30 км к юго-востоку от города Кобрин, 9 км к северо-востоку от станции Городец и в 74 км к востоку от Бреста.
На 2012 год площадь населённого пункта составила 0,13 км² (13 га).

## История
Населённый пункт известен с 1847 года. В разное время население составляло:
- 1999 год: 9 хозяйств, 11 человек;
- 2005 год: 8 хозяйств, 10 человек;
- 2009 год: 7 человек;
- 2016 год[2]: 3 хозяйства, 3 человека;
- 2019 год[1]: 4 человека.